# میگوی غار کنتاکی
میگوی غار کنتاکی (نام علمی: Palaemonias ganteri) نام یک گونه از فروراسته میگوهای اصلی است.
این میگو در غارهای شهرستان‌های برن، ادمونسن، هارت و وارن در ایالت کنتاکی آمریکا زندگی می‌کند.